# Betty Tuvén
Betty Tuvén, född 30 maj 1928 i Domkyrkoförsamlingen i Göteborg, död 17 juni 1999 i Kungsholms församling, Stockholm, var en svensk skådespelare.

## Biografi
Tuvén växte upp i Göteborg. 1952 antogs hon vid Dramatens elevskola, tillsammans med bland andra Anna-Greta Bergman, Dennis Dahlsten, Tommy Nilson, Kåre Santesson, Pia Skoglund och Catrin Westerlund.
Efter utbildningen engagerades hon vid Riksteatern innan hon återvände 1958 till Göteborg och Göteborgs stadsteater. Hon engagerades vid Helsingborgs stadsteater 1961, men återvände till Göteborg efter bara ett år. 1965 engagerades hon vid Malmö stadsteater, där hon var kvar resten av sin karriär. Efter pensioneringen flyttade hon till Stockholm och var engagerad vid både Dramaten och Stockholms stadsteater. 
Hon var gift mellan 1953 och 1961 med Hans Axner, med vilken hon fick sonen Mikael.
Hon är gravsatt i minneslunden på Gamla kyrkogården i Malmö.

## Filmografi
- 1943 – Kungsgatan
- 1962 – Chans
- 1967 – Tågarp–Hälsingborg
- 1968 – Badarna
- 1970 – Frida och hennes vän (TV-serie)
- 1972 – N.P. Möller, fastighetsskötare (TV-serie)
- 1973 – Den vita stenen (TV-serie)
- 1974 – Skuggan av en hjälte
- 1974 – Larry Larssons flykt och förvandling eller Båtsmannens barn
- 1986 – Julpussar och stjärnsmällar (TV-serie)
- 1988 – Måsen (TV-serie)
- 1990 – Bobby Fischer bor i Pasadena
- 1994 – Änkeman Jarl
- 1996 – Anna Holt (TV-serie)

## Teater

### Roller (ej komplett)
| År   | Roll                                | Produktion                                                         | Regi               | Teater                                 |
| ---- | ----------------------------------- | ------------------------------------------------------------------ | ------------------ | -------------------------------------- |
| 1953 | Mrs Hawkins                         | Skattkammarön Robert Louis Stevenson                               | Rolf Carlsten      | Dramaten                               |
| 1953 | Donna Bianca                        | Ramido Marinesco Carl Jonas Love Almqvist                          | Olof Thunberg      | Dramaten                               |
| 1953 | Jungfrun                            | Gertrud Hjalmar Söderberg                                          | Rune Carlsten      | Dramaten                               |
| 1953 | Pegotty                             | David Copperfield Charles Dickens                                  | Olle Hilding       | Dramaten                               |
| 1954 | Eriny                               | Orestien Aischylos                                                 | Olof Molander      | Dramaten                               |
| 1954 | Louise, kammarjungfru hos Jaqueline | Förälskad i kärleken Gaston Arman de Caillavet och Robert de Flers | Mimi Pollak        | Dramaten                               |
| 1954 | Nunna                               | Mariana Pineda Federico García Lorca                               | Mimi Pollak        | Dramaten                               |
| 1954 | Dorothy                             | Fadershjärtat W. Somerset Maugham                                  | Stig Torsslow      | Dramaten                               |
| 1954 | Främmande kvinna                    | Modell Beatrice Tore Zetterholm                                    | Alf Sjöberg        | Dramaten                               |
| 1955 | Tredje häxan                        | Macbeth William Shakespeare                                        | Bengt Ekerot       | Dramaten                               |
| 1956 | Nenette, Ornifles hushållerska      | Ornifle Jean Anouilh                                               | Mimi Pollak        | Dramaten                               |
| 1956 | Hippolyta                           | En midsommarnattsdröm William Shakespeare                          | Alf Sjöberg        | Dramaten                               |
| 1956 | Cathleen                            | Lång dags färd mot natt Eugene O'Neill                             | Bengt Ekerot       | Dramaten                               |
| 1956 | En bondkvinna                       | Drottningen och rebellerna Ugo Betti                               | Per-Axel Branner   | Dramaten                               |
| 1956 | Gula grannen                        | Den galanta skomakarfrun Federico García Lorca                     | Mimi Pollak        | Dramaten                               |
| 1957 | Fru Jonsson                         | Ett brott Sigfrid Siwertz                                          | Per-Axel Branner   | Dramaten                               |
| 1957 | Simone, Wytyckys hustru             | Kapitlet Anaconda Walentin Chorell                                 | Jack Witikka       | Dramaten                               |
| 1958 | Olive Lashbrooke                    | Turturduvans röst John Van Druten                                  | Eva Sköld          | Riksteatern                            |
| 1959 | Syster Felicity                     | Plötsligt i somras Tennessee Williams                              | Staffan Aspelin    | Göteborgs stadsteater                  |
| 1959 | Miss Cooper                         | Vid skilda bord Terence Rattigan                                   | Åke Falck          | Göteborgs stadsteater                  |
| 1959 |                                     | Gisslan Brendan Behan                                              | Staffan Aspelin    | Göteborgs stadsteater                  |
| 1959 |                                     | Besök av gammal dam Friedrich Dürrenmatt                           | Johan Falck        | Göteborgs stadsteater                  |
| 1960 |                                     | Att och att icke Bo Sköld                                          | Lars Engström      | Göteborgs stadsteater                  |
| 1961 | Helen                               | Doft av honung Shelagh Delaney                                     | Eva Sköld          | Riksteatern                            |
| 1961 | Dorothea Bates                      | Vilse i lustgården (Period of adjustment) Tennessee Williams       | Mats Johansson     | Helsingborgs stadsteater               |
| 1961 | Meg                                 | Gisslan (The Hostage) Brendan Behan                                | Lars-Erik Liedholm | Helsingborgs stadsteater               |
| 1962 | Mrs Dixon                           | Bättre sent än aldrig (It's Never Too Late) Felicity Douglas       | Lars-Erik Liedholm | Helsingborgs stadsteater               |
| 1962 |                                     | Kattorna Walentin Chorell                                          | Staffan Aspelin    | Göteborgs stadsteater                  |
| 1962 | Mi Tzu, husägarinna                 | Den goda människan från Sezuan Bert Brecht                         |                    | Göteborgs stadsteater, 9 november 1962 |
| 1963 | Maxine Faulk                        | Iguanans natt Tennessee Williams                                   | Yngve Nordwall     | Göteborgs stadsteater                  |
| 1963 |                                     | Orkestern Jean Anouilh                                             | Herman Ahlsell     | Göteborgs stadsteater                  |
| 1964 | Fru Korobkina                       | Revisorn Nikolaj Gogol                                             |                    | Göteborgs stadsteater, 16 oktober 1964 |
| 1965 |                                     | Tartuffe Molière                                                   | Eva Sköld          | Malmö stadsteater                      |
| 1965 |                                     | Lyckliga draken Gabriel Cousin                                     | Josef Halfen       | Malmö stadsteater                      |
| 1965 |                                     | Spökhotellet Georges Feydeau                                       | Egon Larsson       | Malmö stadsteater                      |
| 1966 |                                     | Muntra fruarna i Windsor William Shakespeare                       | Josef Halfen       | Malmö stadsteater                      |
| 1966 |                                     | Söndagshustrun Ted Willis                                          | Åke Engfeldt       | Malmö stadsteater                      |
| 1966 |                                     | Mordet på Marat Peter Weiss                                        | Jan Lewin          | Malmö stadsteater                      |
| 1967 |                                     | Natthärbärget Maksim Gorkij                                        | Josef Halfen       | Malmö stadsteater                      |
| 1967 |                                     | Philadelphia, här är jag! Brian Friel                              | Andris Blekte      | Malmö stadsteater                      |
| 1967 |                                     | Fröken Julie August Strindberg                                     | Jan Lewin          | Malmö stadsteater                      |
| 1968 |                                     | Markurells i Wadköping Hjalmar Bergman                             | Eva Sköld          | Malmö stadsteater                      |
| 1968 |                                     | Mutter Courage och hennes barn Bertolt Brecht                      | Jan Lewin          | Malmö stadsteater                      |
| 1968 |                                     | Hadrianus VII Peter Luke                                           | Gösta Folke        | Malmö stadsteater                      |
| 1969 |                                     | Slottet Ivan Klíma                                                 | Josef Halfen       | Malmö stadsteater                      |
| 1970 | Madame                              | Jungfruleken Jean Genet                                            | Jan Lewin          | Malmö stadsteater                      |
| 1970 |                                     | Sandlådan Kent Andersson                                           | Jan Lewin          | Malmö stadsteater                      |
| 1970 |                                     | Guldfiskarna eller Min fader hjälten Jean Anouilh                  | Eva Sköld          | Malmö stadsteater                      |
| 1971 |                                     | Hamlet William Shakespeare                                         | Lennart Olsson     | Malmö stadsteater                      |
| 1971 |                                     | Äktenskapsskolan Molière                                           | Eva Sköld          | Malmö stadsteater                      |
| 1972 |                                     | Gamla tider Harold Pinter                                          | Bo G Forsberg      | Malmö stadsteater                      |
| 1974 |                                     | Fem minuter att leva Brian Friel                                   | Bo G Forsberg      | Malmö stadsteater                      |
| 1974 |                                     | Herr Puntila och hans dräng Matti Bertolt Brecht                   | Jan Lewin          | Malmö stadsteater                      |
| 1975 |                                     | Fem kvinnor Bjørg Vik                                              | Eva Sköld          | Malmö stadsteater                      |
| 1975 |                                     | Emigranten från Brisbane Georges Schehadé                          | Josef Halfen       | Malmö stadsteater                      |
| 1976 |                                     | Fordringsägare August Strindberg                                   | Bo G Forsberg      | Malmö stadsteater                      |
| 1976 |                                     | Den starkare August Strindberg                                     | Folke Sundquist    | Malmö stadsteater                      |
| 1977 |                                     | Sommargäster Maksim Gorkij                                         | Lennart Olsson     | Malmö stadsteater                      |
| 1977 |                                     | Katharina Blums förlorade heder Heinrich Böll                      | Bo G Forsberg      | Malmö stadsteater                      |
| 1978 |                                     | Dödsdanser August Strindberg                                       | Jan Lewin          | Malmö stadsteater                      |
| 1979 |                                     | Viktoria Hans Axner                                                | Folke Sundquist    | Malmö stadsteater                      |
| 1980 |                                     | Attest/Protest Pavel Kohout                                        | Marie Radok        | Malmö stadsteater                      |
| 1981 |                                     | Stora landsvägen August Strindberg                                 | Allan Edwall       | Riksteatern                            |
| 1981 |                                     | Kattleken István Örkény                                            | Andris Blekte      | Malmö stadsteater                      |
| 1983 | Farmor Skogsmus                     | Klas Klättermus Thorbjørn Egner                                    | Jackie Söderman    | Dramaten                               |
| 1984 | Mamman                              | Go' natt, mor Marsha Norman                                        | Björn Melander     | Stockholms stadsteater                 |
| 1986 | Agnes                               | Balansgång (A Delicate Balance) Edward Albee                       | Ronnie Hallgren    | Malmö stadsteater                      |
| 1986 |                                     | Den grå pantern Alexander Galin                                    | Lars-Erik Liedholm | Malmö stadsteater                      |
| 1989 | Mary Tyrone                         | Lång dags färd mot natt Eugene O'Neill                             | Ronnie Hallgren    | Malmö stadsteater                      |
| 1997 | Kör av Trojanskor                   | Trojanskorna Euripides                                             | Wilhelm Carlsson   | Dramaten                               |